# Matt Schiermeier
Matthew "Matt" Schiermeier (ur. 21 grudnia 1977 w St. Louis w stanie Missouri) – amerykański model.

## Życiorys
Dorastał w New Melle, małej miejscowości w stanie Missouri. Deklaruje się jako osoba homoseksualna.
Z modelingiem Schiermeier związany jest od grudnia 2008, jednak jego kariera rozwija się od momentu, w którym − podczas treningu na siłowni − został odkryty przez czołowego fotografa. Pierwsze poważne sesje zdjęciowe zostały zlecone Schiermeierowi przez studia Bodz2die4 Photography i Jenkins − oba skupiające się na artystycznych aspektach piękna męskiej muskulatury. We współpracy z niniejszymi przedsiębiorstwami pomogły mu doskonałe proporcje fizyczne.
W 2009 po raz pierwszy przykuł uwagę międzynarodowych branży związanych z modelingiem, reklamując bieliznę i kostium kąpielowy marki Rufskin Denim. Tego samego roku gościł na okładce wrześniowego wydania czasopisma "San Diego Pix".
W maju 2010 pojawił się na rozkładówce w popularnym gejowskim magazynie "DNA". W sesji zdjęciowej (przeprowadzonej przez Ricka Daya) towarzyszył mu życiowy partner, Cameron Earnheart − również model.